# جوليس إسحاق
جوليس إسحاق (بالفرنسية: Jules Isaac)‏ هو مؤرخ ومدرس فرنسي، ولد في 18 نوفمبر 1877 في رين في فرنسا، وتوفي في 5 سبتمبر 1963 في آكس أون بروفانس في فرنسا.